# Neohumanisme (filosofie)
De Indiase denker Prabhat Rainjan Sarkar (mei 1921 - 21 oktober 1990) kwam in 1982 naar voren met een opvatting over de menselijke natuur en de manier waarop individuen en de samenleving zich zo volledig mogelijk kunnen ontplooien. Gedurende het jaar 1982 gaf Sarkar een serie voordrachten over deze theorie die hij neohumanisme noemde en die is gebaseerd op ecologie, spiritualiteit en geestelijke groei. De voordrachten werden gebundeld in een boek met de titel "The Liberation of Intellect. Neo-Humanism" (De Bevrijding van het Intellect. Neohumanisme), dat later in omvang groeide naarmate de auteur er meer aan toevoegde.
De basis van het neohumanisme zoals door Sarkar uiteengezet, is universele liefde. Het is een holistische filosofie die handelt over het doel van het leven, de functies van de samenleving, manieren om van dogma's en geestelijke beperkingen af te komen en nog vele andere aspecten van het menselijke leven. In het neohumanisme breidde Sarkar de geest van het humanisme uit tot de liefde voor dieren, planten en de levenloze natuur. Met zijn karakteristieke optimisme drukt Sarkar in het neohumanisme zijn grote vertrouwen uit in de toekomst voor de mensheid.
Het neohumanisme van Prabhat Rainjan Sarkar is met name bekend geworden door de toepassing van deze filosofie in de beweging Ananda Marga. Prabhat Rainjan Sarkar treedt in deze NRB-gemeenschap op onder de naam van goeroe Shrii Shrii Anandamurti.

## Schepping door evolutie
Volgens de neohumanisten is de evolutie van heel het universum inclusief het leven een proces dat plaatsvindt binnen het Kosmisch Bewustzijn (God). Zij verwerpen de dogmatische autoriteit van religieuze geschriften als beperkende factor in het wetenschappelijke denken, maar menen dat achter de biologische evolutie nog andere diepergaande processen schuilgaan dan die worden genoemd in het Darwinisme. 
Deze groep zou kunnen worden aangeduid als 'pantheïstische evolutionisten'. Ze zien de "schepping" als een doorlopend proces van verandering, waar de evolutie van het leven deel van uitmaakt. De "link" tussen het Kosmisch Bewustzijn en de evolutieprocessen zou dan ook te zijner tijd door de wetenschap onderzocht kunnen worden.

## Neohumanisme en Humanisme
Het neohumanisme moet niet verward worden met de levensbeschouwelijke stroming van het humanisme. Beide stromingen verschillen fundamenteel van aard. Binnen het humanisme bestaat weliswaar een kleine minderheid die zich als 'religieus humanist' beschouwt, maar de overgrote meerderheid is atheïst en scepticus. Deze meerderheid wijst dus alle bovennatuurlijke verschijnselen, inclusief een 'Kosmisch Bewustzijn' (God) volstrekt af.